# 尼西比斯學院
尼西比斯學院（英語：School of Nisibis，常誤稱為）是一所創建於努賽賓的學院，地點位於今日的土耳其境內。它是东方教会早期的心靈中心，就像是貢德沙普爾學院，有時會被引用為世界上的第一所大學。該學院有三個主要的部門進行教學，分別是神學、哲學與醫學。其中最知名的教師是聖厄弗冷。
該學院最初於350年在尼西比斯創建。363年，當時尼西比斯被波斯攻下，聖厄弗冷便陪同一些教師離開了學院。他們來到伊德薩學院，在那裡聖厄弗冷接收學院管理者的職位。
早在2世紀時，伊德薩學院已由阿布加王朝的眾王創立。當聖厄弗冷接收該學院時，使它的地位大輻提升。在聶斯托留分派後，此時拜占庭皇帝芝諾視聶斯托留派對教義的傳授，為卡爾西頓基督教中的異端，遂下令將學院關閉，該學院便遷回尼西比斯。

## 早期沿革
學院由尼西比斯的雅各依安條克Diodorus of Tarsus的學校為範本，大約於350年創立。